# غار آوازه خان

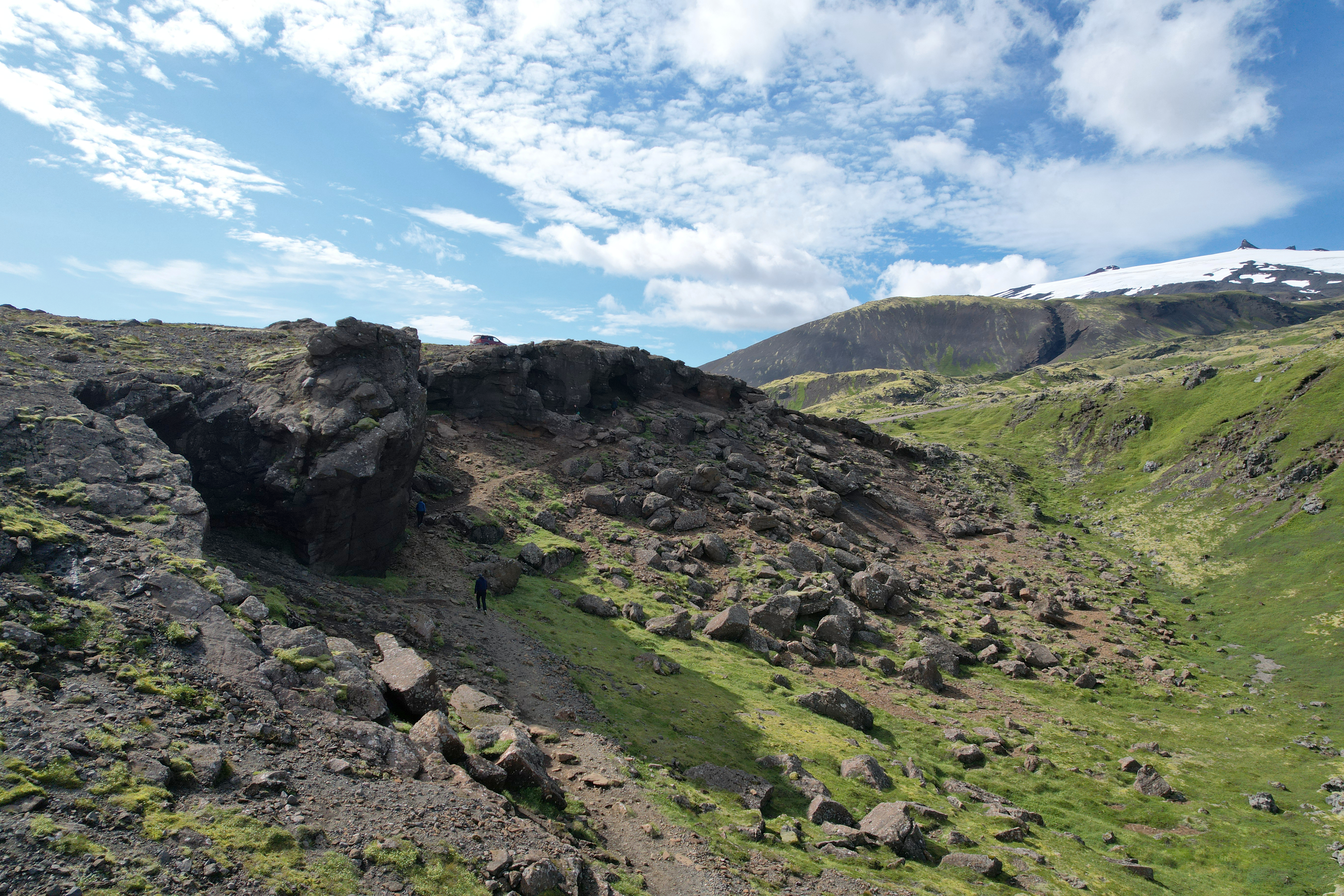
محل غار آواز خوان

غار آوازه خان (Sönghellir) واقع در ایسلند، این غار از جنس مواد آتشفشانی (لاو) است و نام خود را از انعکاس صدای کسانی گرفته که در آن آواز می‌خوانند.
این غار در غرب ایسلند در شبه جزیره Snaefellsnes واقع شده است